# Martian Piloted Complex
El Martian Piloted Complex o MPK fue una misión planeada por la Unión Soviética cuyo fin era realizar viajes tripulados al planeta Marte, propuesta por Mikhail Tikhonravov. Se preparó un equipo de seis cosmonautas para una misión de 900 días, previsto su lanzamiento para el año 1975.
La nave tendría una masa de 1.630 toneladas métricas y aterrizaría en Marte manteniendo allí la expedición por una estancia de un año. Sería necesario realizar 25 lanzamientos con cohetes N1 para montar el MPK.